# 과학당

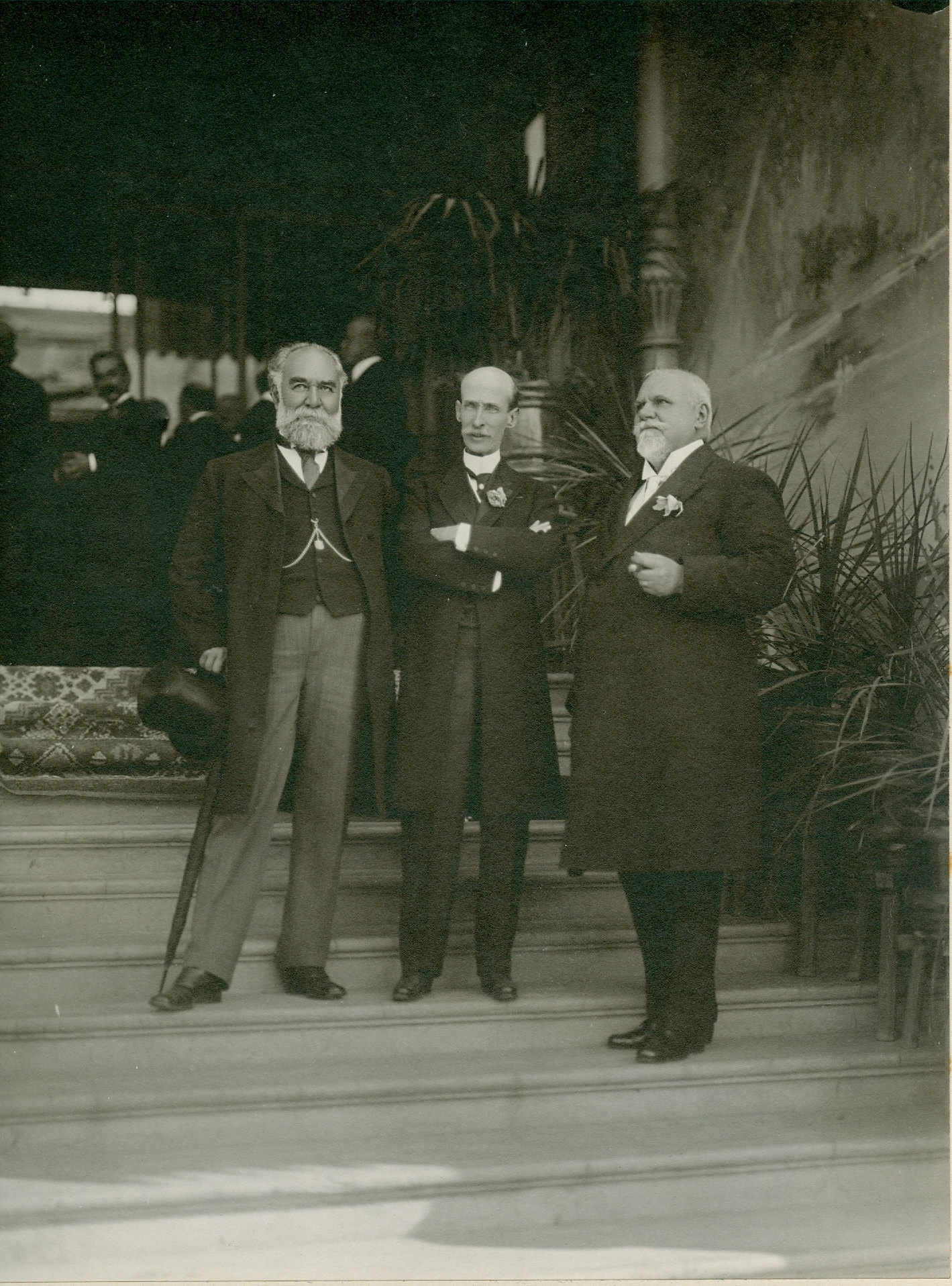
안토니오 에르난데스 베나비데스와 파블로 마케도 사라비아(멕시코 중앙은행 설립자들), 그리고 후스토 시에라(교육장관).

과학당(스페인어: Científico 시엔티피코[*])은 멕시코의 포르피리오 디아스 정권의 기술관료 고문단을 말한다. 실증주의적인 ”과학적 정치”에 입각하여 20세기 초 멕시코의 근대화 프로그램의 역할을 수행했다.
대표적인 과학당 기술관료들로는 가비노 바레다, 만웰 로메오 루비오, 호세 이베스 리만토우르, 후스토 시에라, 프란시스코 불네스, 에밀리오 라바사, 엔리케 크레엘, 루이스 테라사스, 파블로 마케도, 호아킨 카사수스, 안토니오 에르난데스 베나비데스(프란시스코 마데로의 삼촌), 네메시오 가르시아 나란호, 에밀리오 피멘텔, 로센도 피네다, 라파엘 레이에스 스빈돌라 등이 있다.
과학당이 곧 포르피리아토 정권인 것은 아니며, 과학당에 반대하고 경쟁하는 다른 내부 파벌들이 있었다. 대표적으로 베르나르도 레이에스 장군 등이 이런 반대파에 속했다.

## 같이 보기
- 포르피리오 디아스